# آدری فان تیگلن
آدری فان تیگلن (هلندی: Adri van Tiggelen؛ زادهٔ ۱۶ ژوئن ۱۹۵۷) یک بازیکن فوتبال اهل هلند است.

## باشگاهی
از باشگاه‌هایی که در آن بازی کرده‌است می‌توان به پی‌اس‌وی آیندهوون، اسپارتا روتردام، خرونینگن و اندرلشت اشاره کرد.

## تیم ملی
وی همچنین در تیم ملی فوتبال هلند بازی کرده است.